# Hamdi Labidi
Hamdi Labidi (arabe : حمدي العبيدي), né le 9 juin 2002 à Tunis, est un footballeur tunisien.

## Biographie
Hamdi Labidi fait ses débuts professionnels pour le Club africain le 12 décembre 2020, en commençant comme avant-centre en Ligue I face à l'Avenir sportif de Rejiche.